# Hubert Heron
George Hubert Hugh Heron, né le 30 janvier 1852 et mort le 5 juin 1914, est un footballeur anglais actif dans les années 1870 au sein du Wanderers Football Club. Il a été sélectionné quatre fois en équipe d'Angleterre de football et en a été une fois le capitaine.

## Biographie
Hubert Heron est le frère ainé de Francis Heron. Il naît à Uxbridge à l’ouest de Londres et étudie à la Mill Hill School. Il joue au sein de l’équipe d’Uxbridge avant de rejoindre le Wanderers Football Club.
Hubert Heron connaît sa première sélection en équipe d'Angleterre de football le 8 mars 1873. Il est intégré à l’aile gauche d’une attaque de six joueurs contre l’Écosse. L’Angleterre s’impose sur le score de 4 buts à 2. Il est de nouveau sélectionné pour le troisième match annuel contre l’Écosse le 7 mars 1874 au cours duquel l'Écosse prend sa revanche de l’année précédente en l’emportant 2 buts à 1.
Hubert Heron fait ses débuts au sein du Wanderers Football Club le 4 mars 1874 lors d’un match amical contre Westminster School. Il est décrit en 1875 comme « un ailier utile et quelques fois brillant ; il est rapide et très habile en dribbles, il est un peu égoïste dans son jeu mais a tendance à s’améliorer à ce sujet ». Au cours de la saison 1874-1875 il joue 10 matchs avec les Wanderers et marque 8 buts.
Cette même année il fait partie des nombreux joueurs des Wanderers à être sélectionné en équipe nationale pour affronter l’Écosse au Kennington Oval le 6 mars 1874. Le match se termine sur le score de 2 buts partout, les buts anglais ayant été inscrits par les équipiers de club d’Heron Charles Wollaston et Charles Alcock.
Pour le match international suivant disputé à l’Hamilton Crescent à Partick en Écosse le 4 mars 1876, Heron est nommé capitaine de l’Angleterre et son jeune frère joue à ses côtés.
Une semaine après son match en Écosse, Hubert Heron est membre de l’équipe des Wanderers qui dispute la finale de la Coupe d'Angleterre de football contre Old Etonians Football Club au Kennington Oval. a finale s’achève sans que les deux équipes aient pu se départager (1-1). Mais le match d’appui disputé le 18 mars 1876 voit les Wanderers l’emporter largement sur le score de 3 buts à 0, les buts étant marqués par Thomas Hughes (2) et Charles Wollaston (1). Hubert Heron est particulièrement actif dans ce match d’appui. Il est impliqué dans les deuxième et troisième buts de son équipe. Les deux frères Francis et Hubert jouent la finale. Il faudra attendre 120 ans pour que deux autres frères disputent de nouveau une finale de Coupe d’Angleterre :  Phil et Gary Neville en 1996 avec Manchester United.
La saison suivante, les Wanderers remportent une nouvelle fois la Coupe d'Angleterre de football, battant en finale Oxford University Association Football Club 2 buts à 1. En demi-finale contre Cambridge, Heron marque le seul but du match offrant ainsi la victoire à son club. Lors de la finale, il délivre un centre qui trouve Jarvis Kenrick qui marque le but égalisateur à la toute fin du temps règlementaire. Les Wanderers l’emportent au cours de la prolongation.
Hubert Heron n’est pas sélectionné pour la saison internationale de 1877. Il est rappelé en équipe nationale en 1878. Le match joué le 2 mars 1878 à Hampted Park à Glasgow se termine sur une humiliante défaite de l'Angleterre 7 buts à 2. Elle sonne le glas de la carrière internationale d'Heron. Il a joué tous ses matchs internationaux contre l’Écosse. Son bilan se solde par une victoire et trois défaites.
Au premier tour de la coupe d’Angleterre 1877-1878, Hubert Heron marque quatre buts lors de la victoire 9-1 contre Panthers. Le 23 mars 1978 il remporte sa troisième victoire consécutive dans cette compétition. Même s’il n’y marque pas de but, il délivre une passe décisive en centrant depuis la droite vers Kenrick  qui marque son deuxième but de l’après-midi. Cette finale est aussi le dernier match disputé par Hubert heron avec les Wanderers.
Huberty Heron joue ensuite, avec son frère, pour le club de Swifts FC.
Après sa carrière sportive, Heron travaille pour la Football Association entre 1873 et 1876.
Il installe ensuite en tant que marchand de vin à Bournemouth .

## Palmarès
- Wanderers FC
  - Vainqueur de la Coupe d'Angleterre en 1876, 1877 et 1878